# Мечоопашати раци
Мечоопашатите раци, известни още като ксифозури (Xiphosura) са древен разред дребни животни от тип Членестоноги (Arthropoda).
Не са установени родствени отношения с раците, както се е смятало по-рано. Xiphosura показват общи морфологични признаци с паякообразните. Серологичните изследвания на белтъците им показват сходство с най-примитивните от паякообразните – скорпионите.

## Разпространение и местообитание
Срещат се в Карибско море и в морските зони край Индонезия. Живеят в пясъка.

## Описание
Това са древни, дълги около 60 см силно бронирани морски животни с подобна на жило опашка. На място на дъвчещите челюсти те притежават т.нар. хелицери, или челюстни пипала.

## Размножаване
В размножителния период се насочват към брега. Излюпените от яйца ларви са сходни с ларвите на Trilobita.